# Bek (Mühlenau)
Die Bek (auch Beck) ist ein 8 Kilometer langer Bach in Bönningstedt, Tangstedt und Hasloh im schleswig-holsteinischen Kreis Pinneberg. Er ist ein Nebenfluss der Mühlenau.
Er beginnt westlich der B4 in Hasloh. Er kreuzt die Straßen Buschtwiete, die Pinneberger Straße, die Brakelstwiete und den Wulfsmühlenweg, bevor er in die Mühlenau mündet. Nebenflüsse sind der Bekenbach und der Rugenbergener Graben.